# دانشگاه کورتین

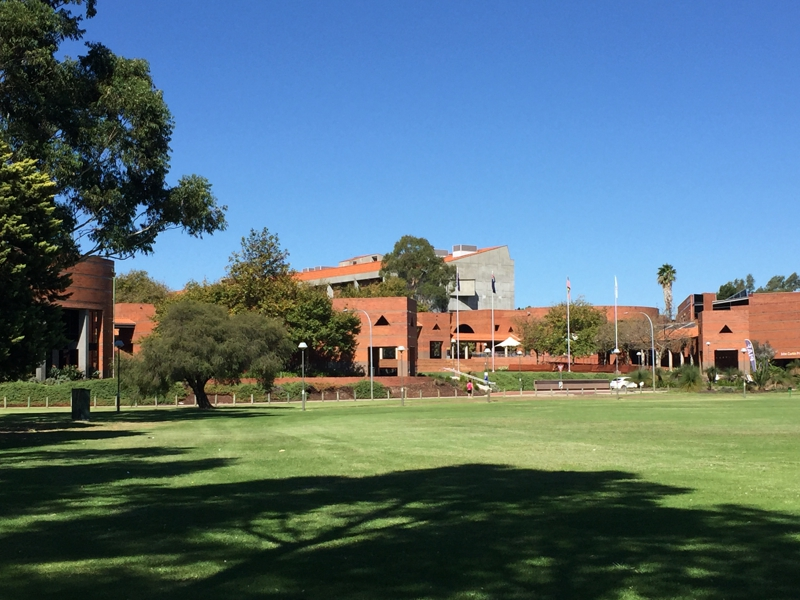
ساختمان ریاست دانشگاه کورتین

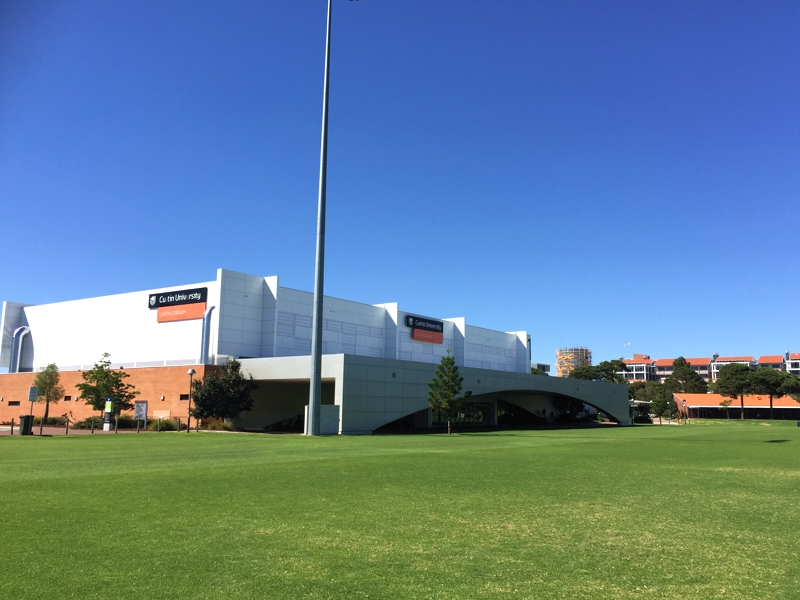
استودیوم دانشگاه کورتین

دانشگاه کورتین (به انگلیسی: Curtin University) (که قبلاً دانشگاه تکنولوژی کورتین و مؤسسه فناوری استرالیای غربی شناخته می‌شد) یک دانشگاه دولتی در استرالیا است که در بنتلی و پرت، استرالیای غربی در استرالیا قرار دارد. این دانشگاه بزرگترین دانشگاه استرالیای غربی است که بیش از ۵۸٬۰۰۰ دانشجو (در سال ۲۰۱۶) دارد.
دانشگاه کورتین در سال ۱۹۸۶، پس از تصویب قانون در مجلس استرالیای غربی به رتبه دانشگاه ارتقا یافت. پس از آن، دانشگاه حضور خود را در سنگاپور، مالزی، دبی و موریس گسترش داده‌است. این ارتباط با ۹۰ دانشگاه تبادلی در ۲۰ کشور وجود دارد.
این دانشگاه دارای ۵ دانشکده اصلی است که بیش از ۹۵ مرکز تخصصی دارد. این دانشگاه قبلاً در سال ۲۰۰۵ و ۲۰۱۶ یک محوطه دانشگاهی در سیدنی داشت. شورای دانشگاه کورتین در ۱۷ سپتامبر ۲۰۱۵، تصمیم گرفت شعبه سیدنی را تا اواخر سال ۲۰۱۷ ببندد. دانشگاه کورتین در زمینه‌های مختلف علمی، از جمله منابع و انرژی (مانند نفت و گاز)، اطلاعات و ارتباطات، بهداشت عمومی، اجتماع و تغییر محیط، رشد و موفقیت و نویسندگی فعالیت دارد.

## رتبه‌بندی (رنکینگ)
طبق رتبه‌بندی QS در سال ۲۰۱۸، دانشگاه کورتین، در میان ۳۰۰ دانشگاه برتر جهان قرار دارد و ۱۶اُمین دانشگاه برتر استرالیا است. هم‌چنین، طبق رتبه‌بندی تایمز در سال ۲۰۱۸، این دانشگاه در میان ۵۰۰ دانشگاه برتر جهان قرار دارد و رتبه ۱۲اُمین دانشگاه برتر استرالیا را دارد.